# Ida Saint-Elme

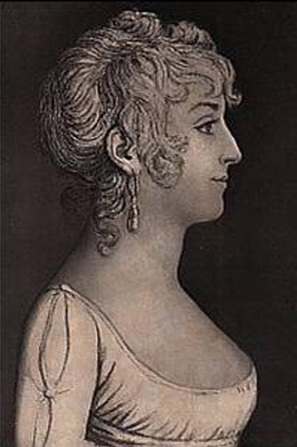
Ida Saint-Elme

Ida Saint-Elme, genannt „la Contemporaine“, eigentlich Elselina Vanayl de Yonghe (* 27. September 1776 in Lith, Niederlande; † 19. Mai 1845 in Brüssel, Belgien), war eine Schriftstellerin, Abenteurerin und Kurtisane aus Südfrankreich.

## Leben und Werk
Geboren wurde sie als jüngeres der beiden Kinder von Gerrit Versfelt (1735–1781) und seiner Frau Alida de Jongh (1738–1828). Ihr Vater war seit 1770 Prediger in Lith. 1792 heiratete sie als 14-Jährige in der Nieuwe Kerk in Amsterdam den Kaufmann Jan Ringeling Claasz, gab aber vor, bereits 17 Jahre alt zu sein. Das Paar bekam zwei Töchter, ließ sich aber bereits nach vier Jahren scheiden, da Elselina ein Verhältnis mit dem französischen General Jean-Victor Moreau unterhielt, dem später Michel Ney, ebenfalls französischer General, als Liebhaber nachfolgte.
Ihre entsprechenden Erfahrungen schilderte sie in ihren Memoiren Principaux personnages de la république, du consulat, de l'empire etc., die sie publikumswirksam ausschmückte. Dieses Werk, das oft als weibliches Gegenstück zu den Memoiren des Giacomo Casanova, nämlich als „Casanova femelle“ vertrieben wurde, machte sie mit einem Schlag berühmt. Neben diesem Werk veröffentlichte sie von London aus weitere Skandalschriften, die gegen das Haus Orléans gerichtet waren.

## Werke
- 1827: Principaux personnages de la république, du consulat, de l'empire etc., 8. Bände

## Quelle
- Bilderlexikon der Erotik, Wien, 1928–1931